# Българско неделно училище „Св. св. Кирил и Методий“ (Калгари)
БНУ „Св. св. Кирил и Методий“ е училище на българската общност в Калгари, Канада. Директор на училището е Ани Джамбазова.

## История
Училището е основано през септември 2003 г. по инициатива на Българското дружество в Калгари.

## Управление
Управлението на училището се осъществява на доброволен принцип от Борд на директорите, избран чрез гласуване от членовете на дружеството. Учителите в Българското неделно училище „Св. св. Кирил и Методий“ с помощта на президента и Борда на директорите ръководят и контролират на доброволни начала дейността на училището. Учителите са работили в сферата на българското образование и повечето от тях са в процес на лицензиране от канадската образователна система.

## Обучение
В училището се обучават деца от 5 до 14-годишна възраст. Приемането на ученици е съобразено със свободните места в оформените според възрастта и познанията на децата класове. Свободните места са първо предложени на деца на родители, членове на Българското Дружество. В случай, че всички места са запълнени, се въвежда списък на чакащи ученици. Братя или сестри на вече записани деца имат предимство при записване в училището. От родителите се изисква да попълват регистрационна форма, която съдържа необходима за училището информация.